# Legión Musulmana Caucásica
La Legión Musulmana Caucásica o Legión Mahometana-Caucásica (en alemán: Kaukasisch-Mohammedanische Legion) fue una unidad voluntaria del Ejército alemán durante la Segunda Guerra Mundial. La legión se formó en diciembre de 1944 y fue creada oficialmente el 13 de enero de 1942 por orden del General de Infantería Friedrich Olbricht. La unidad estaba compuesta por musulmanes del Cáucaso del Norte y Azerbaiyanos. La posición inicial de la Legión era en la ciudad alemana de Wesel.
En 1942 se dividió en tres legiones separadas, la Legión del Cáucaso del Norte, la Legión del Cáucaso de la Montaña y la Legión Azerbaiyana.

## Historia

La esvástica del llamado "estacionamiento de caballos" mitológico. Según N. Napso, se representaba un símbolo similar en el uniforme de los soldados de la Legión de la Montaña-Cáucaso.

En octubre de 1941, se creó uno para cada uno de los prisioneros de guerra de Turkestán y del Cáucaso (la operación del "Tigre B" de Abwehr) con fines especiales de Abwehr y controlado por la Stab Walli (en junio de 1941, consistía en 21 Abver kommandos, al menos 70 grupos de abver y muchas escuelas de inteligencia de sabotaje) y subordinado a los dos oficiales de la Abwehr, el mayor Andreas Meier Mader y Theodor Oberländer. El profesor Oberleutenant Oberländer era el jefe del departamento del departamento de ciencias sociales en Königsberg, Greifswald y Praga antes de la guerra. El Oberleutenant Oberländer también fue el líder político del Batallón Nachtigall. 
La Legión Musulmana Caucásica fue creada el 13 de enero de 1942. Para este propósito, se estableció un cuartel general de entrenamiento alemán, encabezado por el Mayor Andreas Meier Mader. Se le asignó la tarea de reponer el 7 compañías de las respectivas nacionalidades creadas por prisioneros de guerra antes de eso. Los prisioneros de guerra adecuados debían ser verificados, liberados del cautiverio y, después de un corto período de prueba, vestidos con el uniforme alemán. Sobre la base del sindicato Mayer-Mader, se le permitió formar las legiones caucásico-mahometano y turquestán. El 19 de febrero, el jefe de armamentos y el comandante del ejército de reserva ordenó que se separaran las legiones caucásico-mahometano y turquestán. El 2 de agosto de 1942, los representantes de los pueblos caucásicos se consolidaron en una legión separada del norte del Cáucaso. La Legión estaba compuesta por abjasios, circasianos, kabardianos, balcares, karachais, chechenos, ingushes y los pueblos de Daguestán. Los osetios del norte se unieron más tarde. 
En 1943 se creó la sede de la Legión del Cáucaso del Norte en la ciudad de Mirgorod de la región de Poltava bajo el mando del Teniente Coronel Ristov. En el verano de 1944, la formación de los regimientos de las SS del Cáucaso del Norte y del Cáucaso comenzó sobre la base de 70 y 71 batallones policiales. Al final de la guerra en el norte de Italia, el grupo de combate del norte del Cáucaso se unió a la Unidad Caucásica de las tropas de las SS. El comandante del Ejército Estándar de las SS, un exoficial del Ejército Blanco Kuchuk Ulagay, se unió al regimiento como un regimiento. 
Además de los 9 batallones de campo reforzados, 1 batallón de Sonderverband "Bergmann" (Unidad Especial Highlander) del y un grupo de combate de la Unidad caucásica Waffen-SS, los nativos del Cáucaso del Norte eran parte de un Sonderkommando Schamil separado que consistía de tres grupos de fuerzas hasta un pelotón, tres empresas de construcción de zapadores, ferrocarriles y carreteras, así como dos regimientos de siervos. Según el investigador Traho R. "El número total de voluntarios del norte del Cáucaso desde el comienzo de la guerra contra la URSS y hasta 1945 ascendió a 28-30 mil personas".